# Stanley G. Love
Stanley Glen Love (* 8. Juni 1965 in San Diego, Kalifornien, USA) ist ein ehemaliger amerikanischer Astronaut.
Love studierte am Harvey Mudd College in Kalifornien Physik und erwarb 1987 einen Bachelor. Dann wechselte er zur University of Washington und belegte das Fach Astronomie: 1989 erhielt er einen Master und vier Jahre später seine Promotion.
Während seines Astronomiestudiums war Love als Forschungsassistent auf Gebieten wie Raumfahrtantriebe oder Stellarfotometrie tätig. Im Anschluss an seine Promotion ging er an die University of Hawaii. Dort untersuchte er wie sich Chondrite bilden  und das Kollisionsverhalten von Asteroiden. 1997 erhielt er eine Anstellung am Jet Propulsion Laboratory. Als Ingenieur erstellte er Computermodelle für Instrumente von Raumfahrzeugen.

## Astronautentätigkeit
Im Juni 1998 wurde Love von der NASA als Astronautenanwärter ausgewählt. Nach der zweijährigen Grundausbildung war er lange Zeit als CapCom für den Funkverkehr von Raumstations- und Shuttle-Flügen zuständig.
Ab Sommer 2006 trainierte Love für seinen ersten Raumflug als Missionsspezialist auf der Shuttle-Mission STS-122. Hauptnutzlast war das europäische Raumlabor Columbus, das an die Internationale Raumstation angedockt wurde. Der Start erfolgte am 7. Februar 2008. Bei dem ersten Außenbordeinsatz zur Installation von Columbus wurde Love für den deutschen Astronauten Hans Schlegel eingesetzt. Die Landung erfolgte am 20. Februar 2008.
Im Zeitraum vom 20. bis 26. Oktober 2011 war er mit Michael Landon Gernhardt und Richard Robert Arnold in der Mond- & Asteroidenlandungssimulation der Unterwassermission NEEMO-15.
Im November 2011 schied Love aus dem aktiven Dienst aus.